# Пейтингер, Конрад
Ко́нрад Пёйтингер (По́йтингер) (нем. Konrad Peutinger; 14 октября 1465 — 28 декабря 1547) — немецкий гуманист, историограф из Аугсбурга.

## Биография
Был патрицием, принадлежал к лидерам интенсивной культурной жизни Аугсбурга, как большого имперского города. Пейтингер разделял патриотические планы Цельтиса по освещению истории Германии и выступал за сильную центральную власть в империи, за её опору на города с олигархическими республиканскими режимами.
Славился как собиратель богатейшей коллекции рукописей, монет, медалей, ваз, статуй и других памятников древности. Он опубликовал ценный для её изучения эпиграфический материал и издал важный топографический источник — римскую карту дорог, найденную Конрадом Цельтисом. Живо интересовался жизнью древних германцев и их судьбами, опубликовав такие важные источники, как «История готов» Иордана (VI в.), «История лангобардов» Павла Диакона (VIII в.), хроника Бурхарда из Урсберга (1226) и др.
Его собственный основной исторический труд освещал развитие императорской власти от Цезаря до византийцев, а во второй, «немецкой» части — от Карла Великого до современности. Пейтингер внёс важный вклад в развитие немецкого гуманизма не только как историк. Видный юрист, выпускник Буржского университета, возглавлявший канцелярию магистрата Аугсбурга, систематически выполнявший также поручения императора, он был хорошо знаком с проблемами экономики своего времени и стал крупнейшим в Германии выразителем новых идей о свободе торговли, о связанных с ней новых принципах хозяйственной этики.